# Bertus Sondaar
Lambertus Hendrik (Bertus) Sondaar (Amsterdam, 2 oktober 1904 - Loenen aan de Vecht, 4 december 1984) was een Nederlandse beeldhouwer.

## Leven en werk

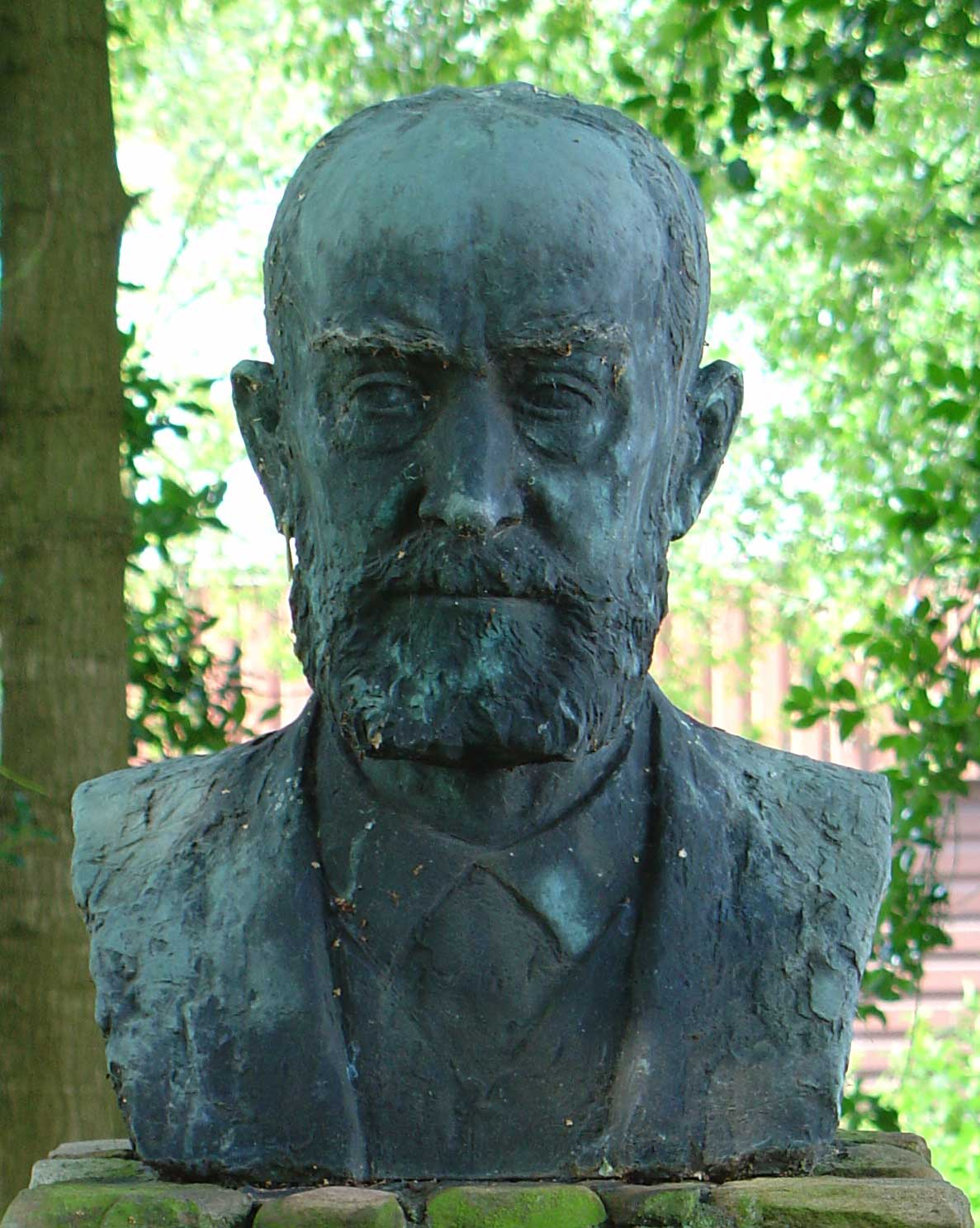
Buste van Jacob Elema (1958), Marwijksoord

Na zijn opleiding aan de Kunstnijverheidsschool Quellinus Amsterdam ging Sondaar naar de Rijksakademie van beeldende kunsten, waar hij studeerde onder Jan Bronner. Hij verliet de opleiding in 1930, trouwde in dat jaar met zijn klasgenote Ton Dobbelmann en trok met haar naar Parijs. Daar kreeg hij les in het beeldhouwen van portretten van de Franse beeldhouwer Charles Despiau. Terug in Nederland maakte hij vooral menselijke figuren, onder anderen van koningin Juliana, Louis Couperus, Eduard Verkade en Schubert. Zijn werk valt onder de modern-classicistische stijl.
Tijdens de Tweede Wereldoorlog zat de Joodse zangeres Julia Culp voor langere tijd ondergedoken bij Sondaar in zijn huis Oud Over in Loenen aan de Vecht. Ook regelde hij een onderdak voor haar zus Betsy bij Zetta van Beusekom, eveneens woonachtig in Loenen aan de Vecht.